# Марожежи
Национальный парк Марожежи (/məˈroʊdʒɛdʒiː/) — национальный парк в регионе Сава на северо-востоке Мадагаскара.
Он занимает площадь 55 500 га и сосредоточен вокруг Марожежи, горной цепи, которая возвышается на высоту 2132 м. После того как в 1952 году эта территория была объявлена заповедником, доступ на территорию вокруг горного массива был ограничен и предоставлялся только ученым-исследователям. В 1998 году он был открыт для публики и преобразован в национальный парк. 
В 2007 году он стал частью объекта Всемирного наследия, известного как Влажные тропические леса Ацинананы. «Уникальное в мире место с густыми, покрытыми джунглями тропическими лесами, отвесными высокими скалами, а также растениями и животными, которых нет больше нигде на Земле». 
Национальный парк Марожежи получил похвалы в New York Times и Smithsonian Magazine за свою природную красоту и богатое биоразнообразие, которое включает находящихся под угрозой исчезновения видов Propithecus candidus. С этой целью глобальный консорциум природоохранных организаций, включая Lemur Conservation Foundation, Duke Lemur Center и Madagascar National Parks, стремился содействовать проведению исследований и реализации программ по сохранению в Национальном парке Марожежи, соседствующем с заповедником Анджанахарибе-Суд и частным заповедником Антанетиамбо, с целью защиты эндемичной флоры и фауны, обитающей на северо-востоке Мадагаскара. Кроме того, эти организации реализовали ряд инициатив на уровне общин, направленных на смягчение последствий вторжения человека на территорию парка, например, браконьерства и выборочной вырубки леса, поощряя местные общины участвовать в лесонасаждении и лесоводческих инициативах для продвижения устойчивой альтернативы добыче полезных ископаемых, подсечно-огневому земледелию и сбору древесины.
Широкий диапазон высот и сложный рельеф горного массива создают разнообразные среды обитания, которые быстро меняются в зависимости от изменения высоты. На более низких высотах можно встретить теплые, густые тропические леса, на более высоких — более редкие леса, за которыми следуют туманные леса, а на вершинах — единственные оставшиеся нетронутыми горные кустарники на Мадагаскаре. Лучшие условия для роста растений можно найти на восточной стороне гор, где выпадает больше осадков, чем на западной стороне. Такое разнообразие среды обитания обусловливает высокий уровень биоразнообразия. Известно, что в Марожежи обитают не менее 118 видов птиц, 148 видов рептилий и амфибий, а также 11 видов лемуров. Один из видов лемуров, Propithecus candidus, включён в список «25 наиболее находящихся под угрозой исчезновения приматов мира». Шлемоносная ванга (Euryceros prevostii) считается знаковым видом птиц парка.
Одна тропа ведёт от входа в парк к вершине. На маршруте есть три лагеря: лагерь Мантелла на высоте 450 м в низинном тропическом лесу, лагерь Марожежия на 775 м на границе между равниной и горным дождевым лесом и лагерь Симпона на высоте 1250 м посреди горного тропического леса. Лагерь Симпона служит базовым лагерем для похода на вершину, маршрут которого тянется 2 км и его прохождение может занять до четырёх-пяти часов.